# Paróquia Nossa Senhora do Caminho de Uberlândia
A Paróquia Nossa Senhora do Caminho é uma circunscrição eclesiástica católica, pertencente à Diocese de Uberlândia. Foi fundada em 6 de março de 1999 por Dom José Alberto Moura, CSS. Está localizada no Bairro Santa Maria, zona sul. É composta pelas igrejas São Paulo e São José. Faz parte da Forania de São Lucas.
- Pe. Júlio César Siqueira
- Pe. Geraldo Magela Gontijo (- 2023)
- Pe. Marco Aurélio Euripedes da Silva (2023 - Hoje)